# Volker Türk
Volker Türk (Linz, 27 agosto 1965) è un avvocato e diplomatico austriaco, Alto commissario delle Nazioni Unite per i diritti umani dal 2022.

## Biografia
Ha conseguito la laurea in giurisprudenza presso l'Università di Linz e un dottorato in diritto internazionale presso l'Università di Vienna con una tesi sull'Alto commissariato delle Nazioni Unite per i rifugiati pubblicata da Duncker & Humblot nel 1992.
Nel 1991, Türk è diventato Junior Professional Officer presso le Nazioni Unite e ha avuto un incarico temporaneo in Kuwait finanziato dal Ministero degli Esteri austriaco. Ha poi ricoperto vari incarichi presso l'Alto commissariato delle Nazioni Unite per i rifugiati (UNHCR) in diverse regioni del mondo, tra cui Malaysia, Kosovo, Bosnia-Erzegovina e Repubblica Democratica del Congo. In seguito divenne direttore della Divisione di protezione giuridica internazionale presso la sede dell'UNHCR a Ginevra. Nel febbraio 2015 è stato nominato Vice Alto Commissario per la Protezione, diventando così il più alto funzionario austriaco delle Nazioni Unite.
Il 18 aprile 2019 Türk è stato nominato dal Segretario generale António Guterres per succedere a Fabrizio Hochschild Drummond come Segretario generale aggiunto per il coordinamento strategico presso l'Ufficio esecutivo del Segretario generale presso il Segretariato delle Nazioni Unite.
Dal 2021 al 2022, Türk è stato sottosegretario generale per la politica nell'ufficio esecutivo del segretario generale.
L'8 settembre 2022, a seguito del voto favorevole dell'Assemblea generale, Türk è stato selezionato per succedere a Michelle Bachelet come Alto commissario delle Nazioni Unite per i diritti umani. Ha assunto formalmente la carica il 17 ottobre.